# Tilhouse
Tilhouse település Franciaországban, Hautes-Pyrénées megyében. Lakosainak száma 225 fő (2022. január 1.). Tilhouse Capvern, Avezac-Prat-Lahitte, Sarlabous és Benqué-Molère községekkel határos.

## Népesség
A település népessége az elmúlt években az alábbi módon változott:
| Lakosok száma | 218  | 220  | 226  | 221  | 224  | 227  | 230  | 228  | 225  |
|               | 2013 | 2015 | 2016 | 2017 | 2018 | 2019 | 2020 | 2021 | 2022 |